# Adam Opel
Adam Opel (9 mai 1837 - 8 septembrie 1895) a fost fondatorul companiei germane constructoare de automobile Adam Opel GmbH. Compania își are sediul la Rüsselsheim, oraș în care fondatorul ei s-a născut și a murit.

## Biografie
Adam Opel s-a născut la data de 9 mai 1837 în Rüsselsheim. Adam a studiat cu tatăl său până la vârsta de 20 de ani, atunci când a primit și permisiunea de a pleca de acasă, ajungând să fie ucenic lăcătuș în Belgia, Liège, Bruxelles și la Paris unde a ajuns în vara anului 1858. 
În timp ce era la Paris a devenit interesat de cea mai nouă inovație - mașina de cusut. În 1859 s-a angajat să lucreze pentru un producător de mașini de cusut pentru a căpăta experiență în acest domeniu. Tot în această perioadă a sosit la Paris și unul din frații lui Adam, George, pentru a se iniția și el în construirea de mașini de cusut. 
În 1862 Adam a revenit la Russelsheim pentru a pune pe picioare propria afacere cu mașini de cusut. Unchiul lui Adam i-a oferit acestuia un grajd nefolosit din Rüsselsheim, cu scopul de a înființa un atelier în care să construiască propria mașina de cusut. În anul următor George, fratele lui Adam, s-a întors și el din Franța pentru a ajuta la producția mașinilor de cusut. 
În luna aprilie a anului 1867 Adam a început construirea unei noi fabrici, în același timp construind și o nouă locuință personală, atașată fabricii. Între timp s-a căsătorit cu Sophie Scheller, fiica unui bogătaș. Sophie a adus cu ea o zestre substanțială care l-a ajutat pe Adam Opel să se extindă. În 1870 el a introdus în fabricație o nouă mașină de cusut denumită Sophie, după numele soției sale.
În 1880 producția de mașini de cusut a crescut, odată cu extinderea continuă a uzinei, și până în 1899 au fost fabricate mai mult de o jumătate de milion de bucăiț. Vârful de 1 milion de mașini de cusut a fost atins în 1911, an în care însă un incendiu a distrus o mare parte din uzină. 
Frații Opel au decis să renunțe la producția de mașini de cusut și să încerce să producă ceva mai mai profitabil; au trecut la fabricarea de biciclete și autoturisme. 
Adam și Sophie au avut 5 fii (Carl, Wilhelm, Heinrich, Friedrich și Ludwig) care s-au dăruit cu totul automobilelor și s-au axat pe fabricarea de automobile. Bicicletele au intrat în discuție atunci când curiozitatea familiei a fost stârnită de o bicicletă, văzută la Paris. Intrigat, Adam a comandat un set de componente pentru biciclete din Anglia dar după ce a construit-o, a fost tare dezamăgit. El a decis să nu aibă nimic de-a face cu aceste "rupătoare de oase". Două lucruri l-au făcut totuși să se răzgândească: unul era că putea vinde ușor aceste produse, cu un profit mai mare decât cel adus de mașinile de cusut și al doilea era rugămințile fiilor săi de a le construi o bicicletă. 
În 1886 Opel a fabricat un model propriu de bicicletă iar în anul următor Carl a plecat în Anglia pentru a studia această nouă industrie și pentru a reveni cu mostre dintre cele mai noi modele. Acest lucru a condus la producția serioasă de biciclete, incluzând modele cu roțile mai mici și tipurile cu trei roți, până la sfârșitul anului 1887. 
Numărul mare de entuziaști privind acest nou mod de locomoție știa că putea conta pe Opel pentru cele mai noi și mai bune idei privind ciclismul din Germania. Fiecare dintre frații Opel a fost un remarcabil câștigător de curse de biciclete. 
Primul automobil proiectat și fabricat de Opel a fost arătat publicului în 1902 la Hamburg Motor Show, modelul intrând în producție în anul 1906. 
Adam Opel a decedat pe 8 septembrie 1895, înainte ca firma fondată de el să treaca la producția de automobile.

## Vezi și
- Fritz von Opel
- Rikky von Opel
- Wilhelm von Opel
- Carl von Opel
- Sophie Opel
- Opel